# 七寶 (動畫)
《七寶》（英語：The 7D）是一部於迪士尼XD播出的美國喜劇電視動畫，於2014年7月7日首播。該動畫為1937年電影《白雪公主》中七矮人的重新創作版。
第一季包括24集。2014年12月2日，該系列續訂了第二季。該動畫於2016年11月5日全數播畢，全部共兩季44集。

## 劇情
故事敘述在七寶們的捍衛下，讓開心女王得以統治歡樂堡，使人們過著安穩的生活：但心懷不軌的黑暗巫師海蒂和葛林卻一心想奪取支配權，並偷走七寶們的礦井中的寶石，而時常施展詭計來對付女王。為此，七寶們必須運用智慧和各自的專長來化解危機。

## 角色

### 七寶
- 氣寶（Grumpy，聲：莫里斯·拉馬奇（英语：Maurice LaMarche），台灣：梁興昌）

脾氣暴躁的矮人，頭戴花盆。喜歡起司和摔角，會說地精語。但無法忍受噪音、噁心的東西或不公平的事物。也曾在動畫中表示喜歡縫紉，因為縫紉能讓他感到平靜。氣寶還養有一隻名為吉賽兒的寵物山羊。拉馬奇為該角配音的部分靈感取自丹尼·德维托在電視劇《出租車》中的路易·德帕瑪，以及《歡樂單身派對》中由傑森·亞歷山大所飾演的喬治·康斯坦扎一角。
- 萬事通（Doc，聲：比爾·法瑪爾（英语：Bill Farmer），台灣：陳宗岳）

七寶中的發明家，帶著眼鏡，其帽子經常會跑出機關。他設計了歡樂堡的運輸系統和高空作業。法瑪爾除了擔任高飛的配音外，還時常參演其他《白雪公主》題材作品。法瑪爾表示，他所詮釋萬事通的聲音，會讓該角表現地有點浮躁。
- 羞羞（Bashful，聲：比利·威斯特（英语：Billy West），台灣：梁興昌）

個性靦腆害羞、不安，其帽子蓋過半臉。相當迷戀開心女王，當他聽到女王稱呼自己的名字時會顯得有些害躁。威斯特描述他給了羞羞一個甜美的性格，而他也喜歡給予羞羞某種的另一面。
- 小迷糊（Dopey，聲：迪·布拉雷·貝克爾（英语：Dee Bradley Baker））

常會以口哨、動物聲或表情來與人交談，特徵是蓋過雙手掌的長袖子。在貝克爾接受《Disney Examiner》專訪時表示，要詮釋小迷糊相當容易，並允許有著更多的自由空間，因他只使用了動物聲和口哨聲。
- 開心果（Happy，聲：凱文·麥可·理查森，台灣：夏治世）

個性樂觀開朗，常會以自創歌曲加彈吉他來表達當下開心的情緒，但這也讓氣寶覺得有點煩。理查森說，他的配音靈感來自同胞配音演員吉姆·卡明斯，因他紐澳良的口音像是表達「永遠樂觀」、「總是積極」和「儘管有人只是遞給他一杯啤酒」。理查森還透露，他是七寶的演員中第一名決定的主要演員，而他的配音模式也成為了別人的基調。
- 睡寶（Sleepy，聲：史蒂芬·斯坦頓（英语：Stephen Stanton），台灣：馬伯強）

因疲累而總是在打瞌睡，其鬍子是七寶中最長的。門維爾接受《綜藝》訪談時表示，斯坦頓想出了五十多種不同的方式來詮釋打呼。
- 噴嚏蟲（Sneezy，聲：史考特·門維爾，台灣：夏治世）

具備強力的打噴嚏習慣，並有著多種過敏來造成他打噴嚏。在「Welcome to the Neighborhood」一集中，透露了他擁有許多手帕收藏。門維爾和其他演員一樣不是首度與迪士尼合作。噴嚏蟲是七寶中唯一曾更改過外型設計的角色，原始設計中的他鼻子較小，且穿著黃色衣服和插著花的帽子。

### 黑暗巫師
- 海蒂·嘉德（Hildy Gloom，聲：凱莉·奧斯本，台灣：雷碧文）

邪惡的女巫，一心想成為歡樂堡的女王。海蒂為奧斯本第一個配音的主要角色，迪士尼曾為該角試演了三百多的女性。她說，她試鏡前從來沒有見過人物設計，她得到了這份工作後才見到。
- 葛林·沃德（Grim Gloom，聲：傑斯·哈梅爾（英语：Jess Harnell），台灣：馬伯強）

魔法師和海蒂的丈夫。基於迪士尼的基調，哈梅爾表示，作為反派的葛林多有著喜劇成份，因不想嚇唬到小孩。哈梅爾說：「葛林是如此地棒，因他是完全愚笨的，但他有一個很好的核心。他其實並不是一個壞人，他只是試圖跟上他的妻子，我想我們很多人可以想像到的。」

### 歡樂堡
- 開心女王（Queen Delightful，聲：李艾琳·貝克，台灣：林凱羚）

歡樂堡的統治者。每當有麻煩發生時，她的行為就像是響起警燈和警笛般打轉，並拉繩子（叮噹鐘）呼叫七寶們。貝克本身就時常在迪士尼的作品中參演。
- 史塔區大人（Lord Starchbottom，聲：保羅·拉格（英语：Paul Rugg），台灣：徐偉翔）

開心女王的私人助理，經常因為七寶的滑稽行為而惹惱。拉格為該角所配音的靈感來自傑利·路易斯，這是他和湯姆·魯埃格爾都所崇拜的。
- 沒問題爵士（Sir Yipsalot，聲：比爾·法瑪爾（英语：Bill Farmer））

開心女王的寵物狗，喜歡吃醃黃瓜。
- 魔鏡（Magic Mirror，聲：琥碧·戈柏）

服務開心女王的鏡子，住在城堡的藏寶室。
- 水晶球（Crystal Ball，聲：傑·雷諾）

海蒂用來窺探開心女王的神器，除了給予訊息外，還時常搞笑。

## 集數
| 季數 | 集数 | 集数 | 首播日期      | 首播日期      |
| 季數 | 集数 | 集数 | 首映          | 季终          |
| ---- | ---- | ---- | ------------- | ------------- |
| 1    | 24   | 24   | 2014年7月7日  | 2015年9月12日 |
| 2    | 20   | 20   | 2016年1月23日 | 2016年11月5日 |

## 外部連結
- 官方网站
- 互联网电影数据库（IMDb）上《七寶》的资料（英文）